# Kim Ji-yeon
Kim Ji-yeon (coreano:김 지연; Seul, 12 marzo 1988) è una schermitrice sudcoreana, specializzata nella sciabola, campionessa olimpica nella sciabola individuale alle Olimpiadi di Londra 2012.

## Palmarès
- Giochi olimpici

Londra 2012: oro nella sciabola individuale.
Tokyo 2020: bronzo nella sciabola a squadre.
- Mondiali

Budapest 2013: bronzo nella sciabola individuale.
Lipsia 2017: argento nella sciabola a squadre.
Wuxi 2018: bronzo nella sciabola a squadre.
Budapest 2019: bronzo nella sciabola a squadre.